# Aphanomerus rufescens
Aphanomerus rufescens är en stekelart som beskrevs av Perkins 1905. Aphanomerus rufescens ingår i släktet Aphanomerus och familjen gallmyggesteklar. Inga underarter finns listade i Catalogue of Life.